# Kolozsvári unitárius templom

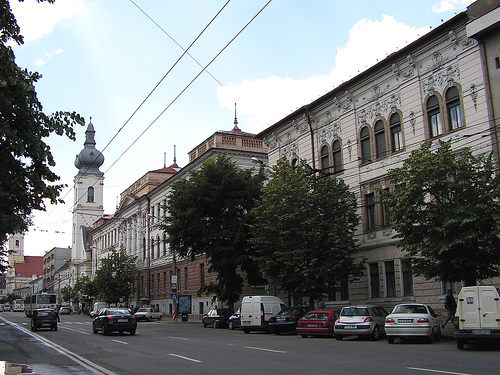
Az unitárius templom és kollégium

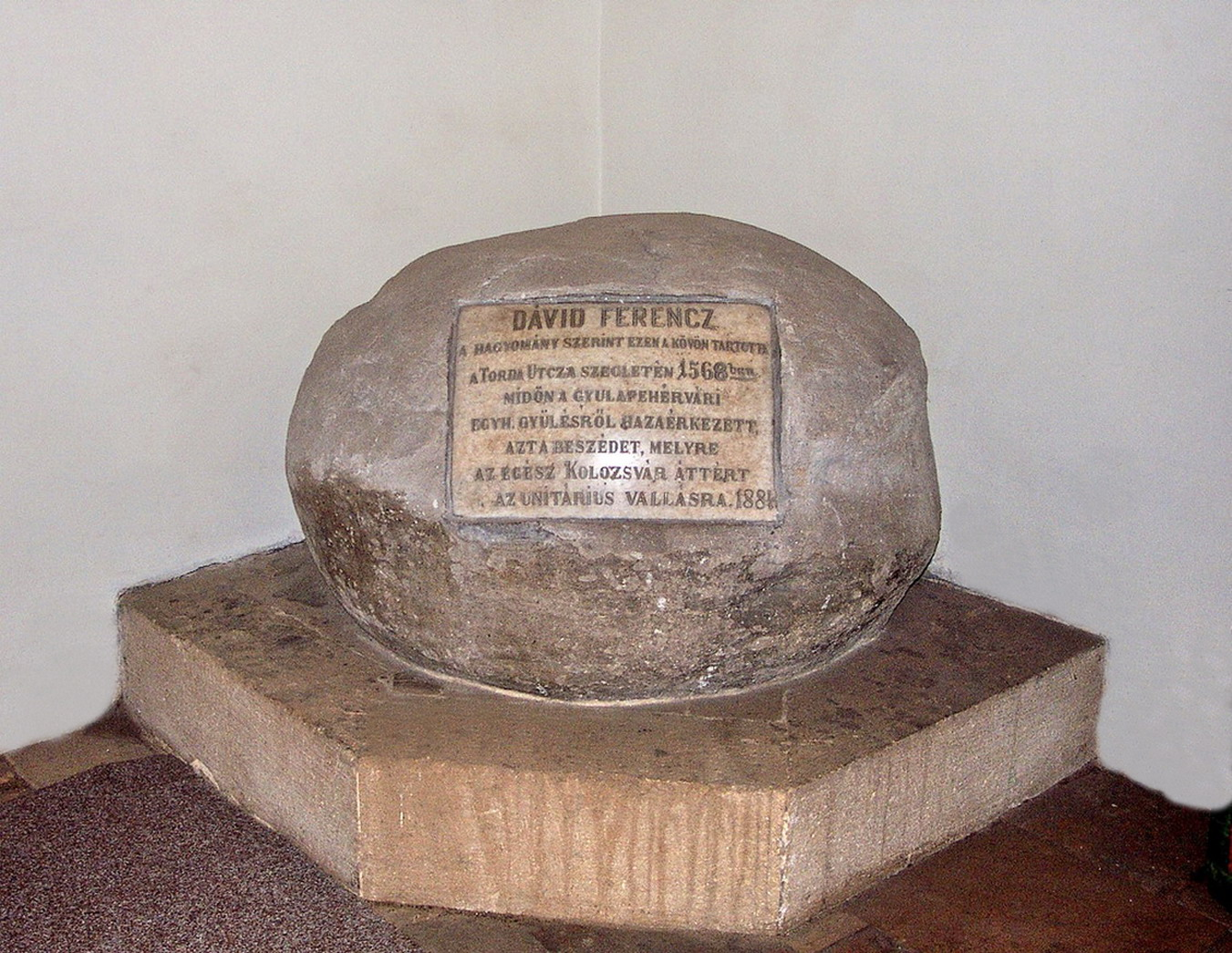
A Dávid Ferenc-féle kő

Dávid Ferenc szobra a templom és a gimnázium között

A kolozsvári unitárius templom a város egyik műemlék épülete, a Bel-Magyar és Dávid Ferenc utcák sarkán. A romániai műemlékek jegyzékében a CJ-II-m-B-07251 sorszámon szerepel.

## Története
A kolozsvári unitárisok Dávid Ferenc tevékenysége idején a Fő téri templomot használták. 1716-ban a Fő téri templom visszakerült a római katolikus egyház tulajdonába, s ezt követően az unitáriusok magánházaknál, kis imatermekben gyülekeztek. II. József 1781-es türelmi rendelete nyomán megnyílt a lehetőségük a saját templom építésére. Az anyagi források biztosítására a gyűjtés több éven át tartott és Erdély egész területére kiterjedt, ezen kívül az 1716-os templomfoglalás fejében 1783-ban a bécsi udvartól is sikerült 5000 forintnyi kártérítést kiutaltatni. 1786-ban egyházi ingatlanok eladásával pótolták a tőkét, mígnem 1790-ben rendelkezésre állt az az összeg, amellyel már el lehetett kezdeni az építkezést. 1791-ben, Almási Ádám lelkészi szolgálata idején döntött az egyház eklézsiája egy templom építéséről, ekkor döntöttek a helyszín mellett is. A Magyar utcában megvásároltak három házat, amelyeket 1792-ben bontottak el.
Az engedélyek megszerzése után Türk Antalt bízták meg a tervek elkészítésével. Az alapkőletételre 1792. július 16-án került sor.  Az alapozásba egy kőládát helyeztek el, amely egy feliratos óntáblát, három pergamenlapon az egyház történetét, és a forgalomban levő fémpénzek egy-egy darabját helyezték el. Az építkezés nagyjából a terveknek megfelelően folyt‚ kis késéssel‚ mert 1796 májusa helyett decemberre lett kész. Az építőanyag megvásárlására többször is gyűjtést szerveztek, de az építkezés gondtalan lebonyolítása érdekében az egyházközség számos ingatlanát és értékes vagyontárgyát is eladta. Pénzhiány miatt a torony sisakját nem építették meg, helyette egyszerű sátortetővel borították. Az egykori házak pincéit felhasználva kriptákat alakítottak ki a templom alatt.
A három új harangot Andrásovszki János kolozsvári mester öntötte, a negyedik Suki László adománya volt. A harangok először 1792. december 12-én este 6 órakor kondultak meg. Az ünnepélyes felszentelést két nap múlva végezte el Lázár István püspök.
A vizenyős talaj miatt 1805-ben a boltozat megrepedt, ezt Josef Leder javította meg. Az épület további állagromlása miatt 1831-ben Alföldi Antal a boltozatot két oldalon két-két támpillérrel erősítette meg. 1849-ben a két kisebb harangot ágyúöntésre ajánlották fel. 1860 decemberében a templom Fekete Pál adománya folytán új harangot kapott. A torony végső alakját 1908-ban érte el, amikor Pákey Lajos tervei alapján elkészült a hagymakupolás toronytető. 1917-ben és 1918-ban a háború  miatt elkobozták a templom két harangját, köztük a legnagyobbat is.
Az épületet 1910-ben, 1948-ban, 1967–1968-ban, majd ezt követően 1996–2004 között újították fel.

## Leírása
A templom barokk, rokokó és klasszista elemeket ötvöz. A háromhajós templomtest szinte belesimul a homlokzatba‚ amelynek főpárkánya középen ívelt. A hajó és a toronytest közötti átmenetet urnás-volutás ovális ablakokkal díszített félormok biztosítják. A homlokzaton az "In Honorem Solius Dei MDCCXCVI" (Az egyetlen Isten tiszteletére 1796) felirat látható. A templombelső kialakítása inkább barokkos. Templom belső egy széles középső és két keskenyebb oldalhajóra tagolódik. A pillérek közé karzatok illeszkednek, ezáltal a templombelső két egymást metsző ovális benyomását kelti és a csehboltozat közepe kupolaként hat. Az akantuszleveles‚ rózsamotívumos‚ drapériás szószék kései rokokó jellegű. Pénzhiány miatt az orgona csak 1806-ra készült el (Samuel Joseph Maetz műve). A templom új orgonáját 1930-ban szentelték fel
Művészettörténeti szempontból figyelemreméltó a templom reneszánsz szószéke, mennyezetén a fiait vérével tápláló pelikánnal. A templom bal oldali kiskapujának fülkéjében található a híres Dávid Ferenc-kő. A hagyomány szerint 1568-ban, a vallásszabadságot kimondó tordai országgyűlésről jövet erre állt fel Dávid Ferenc a Tordai út sarkán, és prédikációjával unitárius hitre térítette az egész várost.